# Ван дер Хейден, Якоб
Якоб ван дер Хейден (нидерл. Jacob van der Heyden 1572, Мехелен или 1573, Страсбург — 1636, Страсбург или 1645, Брюссель) — фламандский живописец, гравёр, издатель и скульптор.

## Биография
Отец художника, Ян ван дер Хейден (?—1610), был живописцем из Мехелена, который переселился со своей семьёй в Страсбург из-за религиозных потрясений на родине. Якоб ван дер Хейден проходил обучение в Брюсселе у Рафаэля Кокси (1540—1616), который также был родом из Мехелена. В 1616 году в Лейпциге Якоб ван дер Хейден создал серию гравюр к печатному изданию книги Густава Селенуса (под этим псевдонимом скрывался герцог Брауншвейг-Вольфенбюттельский Август) «Шахматы, или Королевская игра» («Das Schach- oder Königsspiel»). В этой серии он впервые изобразил разработанные (или существенно усовершенствованные по сравнению с уже существовавшими нестандартизированными вариантами) Селенусом так называемые «лунные шахматы». Такой комплект фигур стал образцом для современных профессиональных шахмат (в немалой степени этому способствовало то, что сам автор разослал экземпляры книги императору Священной Римской империи и правителям крупнейших немецких княжеств). Работал во Франкфурте-на-Майне и Швеции. По мнению историков искусства, Якоб ван дер Хейден продолжал проживать в Страсбурге до 1636 года, возможно, затем переехал в Брюссель, где и работал до своей смерти.

## Творчество
Творческая деятельность художника документально прослеживается с 1592 по 1636 или 1645 год. Он работал в жанрах портрета («Фридрих V, маркграф Баден-Дурлаха», 1636), исторической живописи, пейзажа (преимущественно городского: «Вид Страсбурга и его окрестностей», «Интерьер Страсбургского собора»), жанровой сценки (одним из первых детально изобразил игру в теннис), аллегории (широкой популярностью пользовался цикл гравюр художника «Пять чувств»). Ван дер Хейден получил известность главным образом в качестве гравёра. Многие его живописные работы дошли до нашего времени именно в виде гравюр.

## Интересные факты
- Гравюра художника на фронтисписе к книге «Das Schach- oder Königsspiel» Густава Селенуса была издана на венгерской марке в 1974 году к XXI Шахматной Олимпиаде в Ницце и 50-летию ФИДЕ[7].
- В книге «Das Schach- oder Königsspiel» присутствует изображение основных фигур так называемых курьерских шахмат, получивших распространение в Северной Германии и не выдержавших соперничества с традиционными.
- Специфическая наиболее ранняя форма лунных шахмат, изображённая на гравюрах Якоба ван дер Хейдена, ассоциировалась в общественном сознании XVII—XVIII веков со скелетом. Из-за этого она часто изображалась на картинах, навеянных темой смерти, в частности на «Портрете доктора де С., играющего в шахматы со Смертью» (1793) французского художника Реми-Фюрси Дескарсена.

## Галерея

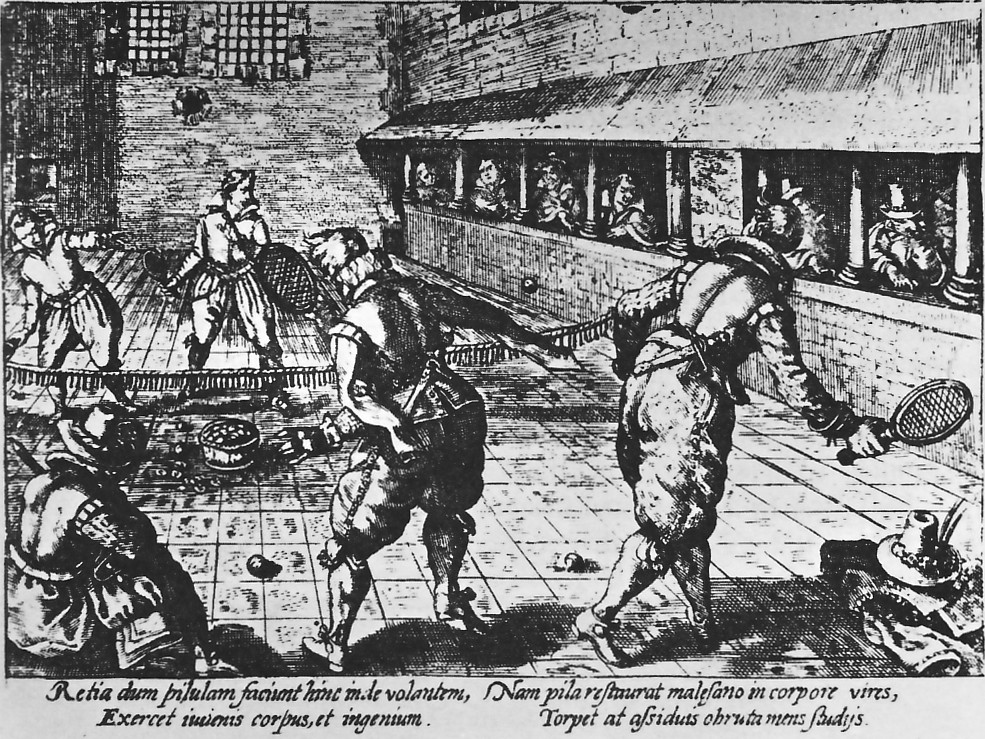
Якоб ван дер Хейден. Страсбургские студенты играют в теннис
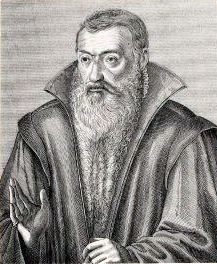
Якоб ван дер Хейден. Гуманист и педагог Иоганнес Штурм
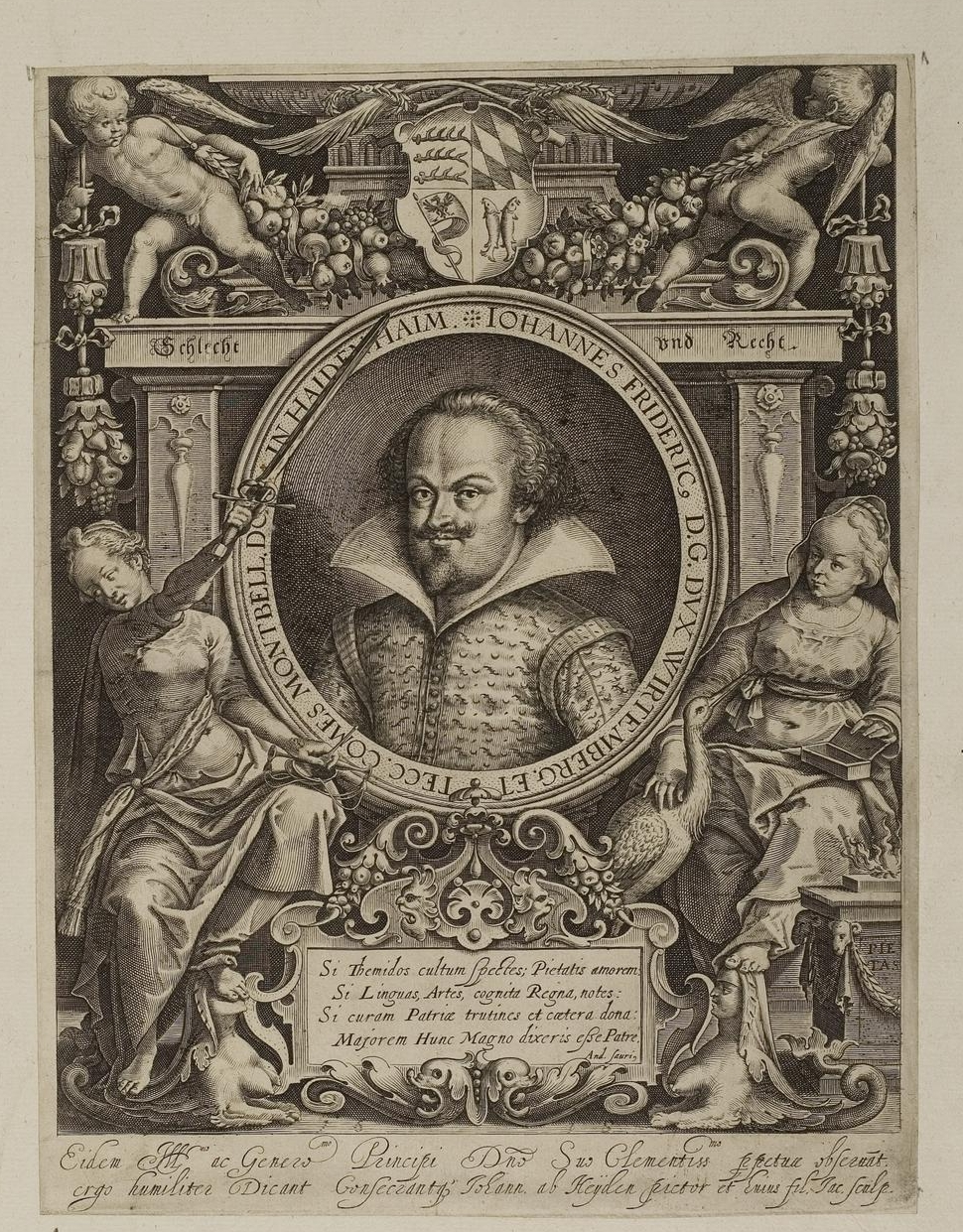
Якоб ван дер Хейден. Герцог Иоганн Фридрих Вюртембергский